# Instituto Max Planck de Psicolingüística
El Instituto Max Planck de Psicolingüística (en inglés: Max Planck Institute for Psycholinguistics; en neerlandés: Max Planck Instituut voor Psycholinguïstiek; en alemán: Max-Planck-Institut für Psycholinguistik) es una institución de investigación científica situada en el campus de la Universidad Radboud de Nimega (Países Bajos). Fue fundado en 1980 por Pim Levelt, y es la única institución del mundo dedicada íntegramente a la psicolingüística y uno de los cuatro institutos de la Sociedad Max Planck situados fuera de Alemania.
El instituto es un centro de lingüística reconocido en todo el mundo y contribuye de forma significativa a la conservación del patrimonio común de la humanidad con el archivo internacional de lenguas en peligro de extinción más grande del mundo. Este archivo cuenta desde el año 2000 con el patrocinio de la Fundación Volkswagen.

## Investigación
El instituto está especializado en la comprensión y la producción del lenguaje, la adquisición del lenguaje, el lenguaje y la genética y la relación entre lenguaje y cognición. Tiene por misión la investigación básica de los fundamentos psicológicos, sociales y biológicos de los fenómenos lingüísticos. El objetivo es comprender cómo la mente y el cerebro humanos procesan el lenguaje, cómo el lenguaje interactúa con otros aspectos de la mente y cómo se aprenden lenguas muy diferentes.
Cuenta con cuatro departamentos principales: el Departamento de Lenguaje y Genética, dirigido por Simon Fisher; el de Desarrollo del Lenguaje, dirigido por Wolfgang Klein; el de Neurobiología del Lenguaje, dirigido por Peter Hagoort; y el de Psicología del Lenguaje, dirigido por Antje Meyer.